# Ainsliaea lancangensis
Ainsliaea lancangensis là một loài thực vật có hoa trong họ Cúc. Loài này được Y.Y.Qian mô tả khoa học đầu tiên năm 2000.